# Senna (film)
Senna – brytyjsko-francusko-amerykański film dokumentalny z 2010 roku w reżyserii Asifa Kapadii. Pierwszy pełnometrażowy dokument w karierze tego filmowca, pracującego wcześniej przy filmach krótkometrażowych i fabularnych. 
Opowieść biograficzna poświęcona brazylijskiemu kierowcy wyścigowemu Ayrtonowi Sennie, trzykrotnemu mistrzowi świata Formuły 1, tragicznie zmarłemu w wieku 34 lat po wypadku podczas Grand Prix San Marino 1994.

## Powstanie i recepcja
Prace nad filmem rozpoczęły się w maju 2010 roku. Był to pierwszy film o Sennie, powstały za zgodą i ze wsparciem zarówno rodziny zmarłego sportowca, jak i władz Formuły 1, które zapewniły filmowcom dostęp do olbrzymiej ilości materiałów archiwalnych.
Obraz niespodziewanie okazał się wielkim kinowym hitem, stając się najbardziej dochodowym filmem dokumentalnym w historii brytyjskiego kina. Kilka lat później utracił tę pozycję na rzecz innego biograficznego dokumentu Kapadii, Amy (2015), nagrodzonej Oscarem za najlepszy pełnometrażowy film dokumentalny historii przedwcześnie zmarłej brytyjskiej piosenkarki Amy Winehouse.
Wraz z późniejszym Diego (2019), poświęconym sylwetce słynnego argentyńskiego piłkarza Diego Maradony, Senna i Amy tworzą trylogię biograficznych dokumentów w twórczości Kapadii, poświęconych legendarnym postaciom oraz opartych na bogatych i nieznanych wcześniej materiałach archiwalnych.

## Wybrane nagrody i nominacje
Nagroda BAFTA
- najlepszy film dokumentalny
- najlepszy montaż (Chris King i Gregers Sall)
  - nominacja do Nagrody im. Alexandra Kordy dla najlepszego brytyjskiego filmu

National Board of Review
- jeden z pięciu najlepszych filmów dokumentalnych roku

Sundance Film Festival
- nagroda publiczności w konkursie międzynarodowych filmów dokumentalnych
  - udział w konkursie międzynarodowych filmów dokumentalnych[8]